# Bifrons

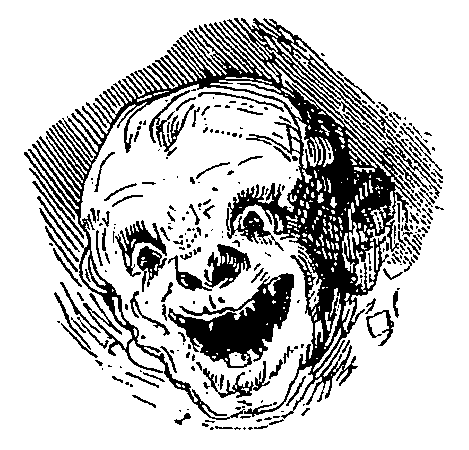
Conforme o Dictionaire Infernnale.

Na demonologia, Bifrons, era um demônio, Fidalgo do inferno, com seis legiões de demônios (vinte e seis segundo outros autores) sob o seu comando. Ele ensina ciências e artes, as virtudes das pedras e madeiras, ervas, e muda corpos das sepulturas originais para outros lugares, por vezes, colocando luzes mágicas sobre as sepulturas, que parecem velas. Ele aparece como um monstro, mas, em seguida, pode mudar sob a forma de um homem.
A origem do seu nome, vem do Deus romano Bifrons (Janus)
Outras ortografias : Bifrovs, Bifröus
Bifrons foi também um dos nomes dado a Baphomet, alegadamente adorado pelos Cavaleiros Templários, que foi descrito como uma estátua com duas cabeças, certamente, inspirado no Deus Romano Bifrons, um olhar para a esquerda, para dizer o passado e olhar para o outro o direito de dizer o futuro, tudo isso por meio do poder de um demônio (houve outras suposições sobre a figura do Baphomet). 